# Aruncător de bombe calibru 120 mm model 1982
Aruncătorul de bombe calibrul 120 mm, model 1982 este un mortier fabricat în România, aflat în dotarea Forțelor Terestre Române. Aruncătorul Model 1982 reprezintă armamentul de artilerie clasic la nivel de batalion de infanterie sau vânători de munte.

## Istorie
Aruncătorul Model 1982 a fost proiectat și fabricat de industria locală de armament, fiind înlocuitorul aruncătorului românesc "Reșița" și al celui rusesc PM-43. Mortierul poate folosi muniția destinată modelului sovietic PM-43. În prezent, compania Carfil produce bombele explozive, de iluminare, incendiare și fumigene necesare acestui aruncător. Piesa de artilerie este deplasată cu ajutorul camionului DAC 665T sau poate fi la nevoie transportată pe distanțe mici de o echipă de militari. Iarna, aruncătorul poate fi tractat cu ajutorul săniilor, iar pe teren accidentat poate fi transportat în samare de șase cai (fiecare cu câte un samar). Aruncătorul de calibrul 120 mm Model 1982 este prima piesă de artilerie folosită în operațiuni militare de către Armata Română după cel de-al Doilea Război Mondial, de către trupele române din Afghanistan. În 2010, trei militari din Batalionul 26 Infanterie "Neagoe Basarab" și-au pierdut viața în timpul unui exercițiu desfășurat în poligonul Cincu când un proiectil a explodat în țeava unui aruncător de calibrul 120 mm.

## Utilizatori
- România - 317 exemplare.[5]